# Mogetissa

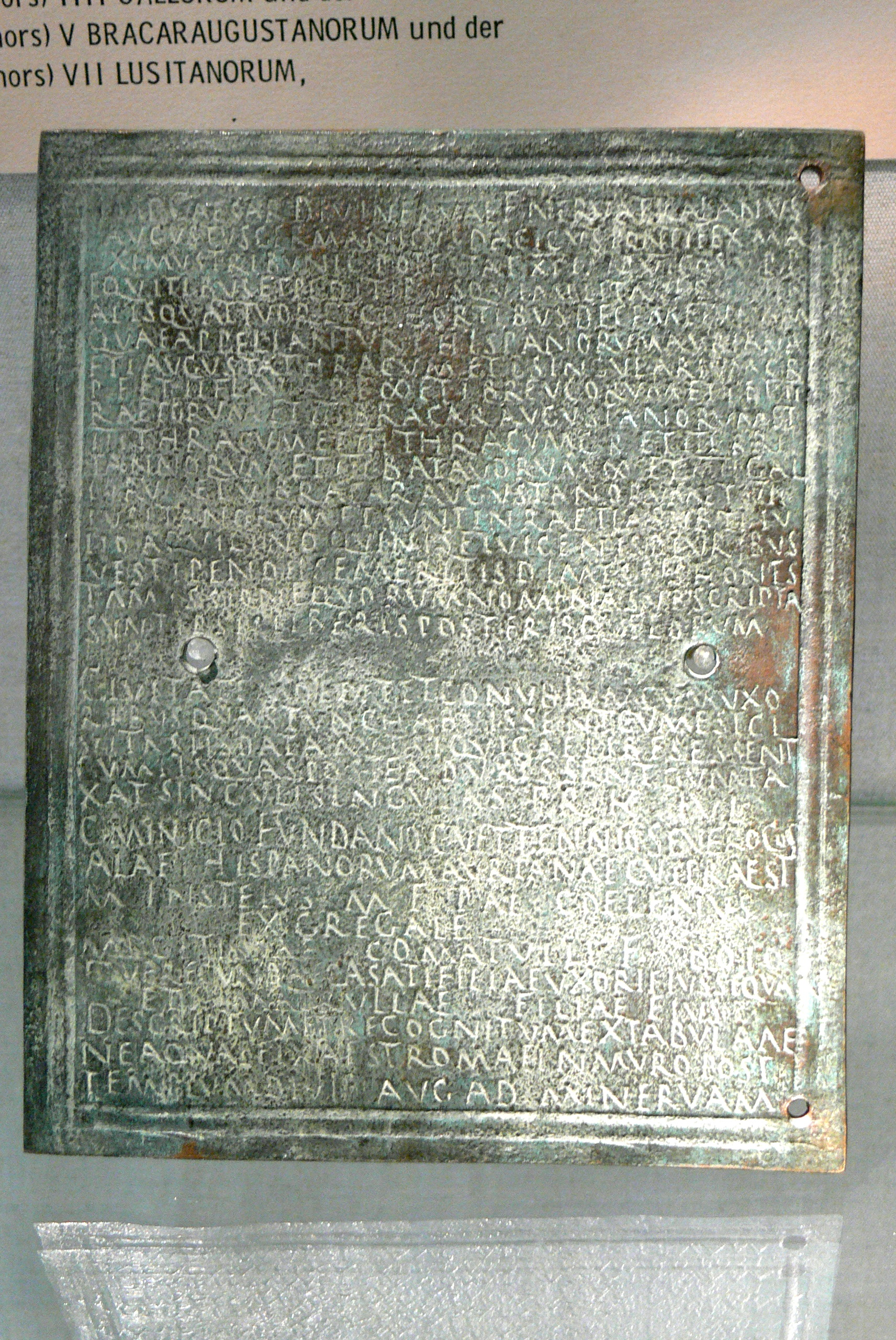
Militärdiplom des Mogetissa

Mogetissa (bl. 1./2. Jahrhundert) war ein keltischstämmiger Reiter, der als Soldat der römischen Armee diente und durch ein erhaltenes Militärdiplom bekannt ist.

## Leben
Mogetissa gehörte zum Stamm der Boier und stammte vermutlich aus dem Gebiet um Gorgobina in Gallien, wo Gaius Iulius Caesar Boier ansiedelte. Er war Sohn eines Comatullus und ist mit seiner Frau Verecunda, einer Sequanerin, und der gemeinsamen Tochter Matrulla der erste namentlich bekannte Einwohner des römischen vicus Biriciana, des heutigen Weißenburg in Bayern in Mittelfranken. Mogetissa wird sich nach seiner Armeezeit wohl mit seiner Familie in der Region angesiedelt haben.

## Militärdiplom
Bei Bauarbeiten der Bahnstrecke Treuchtlingen–Pleinfeld wurde im Winter 1867 von Bauarbeitern Mogetissas Militärdiplom entdeckt, das zu den bedeutendsten seiner Art gehört. Es ist ein 16 mal 13 Zentimeter großes doppeltes Bronzetäfelchen vom 30. Juni 107 n. Chr., das die ehrenvolle Entlassung des Soldaten aus der in Biriciana stationierten Ala I Hispanorum Auriana bekundet. Damit erhielt Mogetissa das römische Bürgerrecht und das Recht zur Eheschließung, wodurch er seine Beziehung und sein uneheliches Kind legalisierte. Das Militärdiplom befindet sich seit 2017 im Römermuseum Weißenburg.

## Wissenswertes
Nach Mogetissa wurde das 2024 geschlossene Hallenbad Mogetissa-Therme in Weißenburg benannt.